# William Anderson (militair)

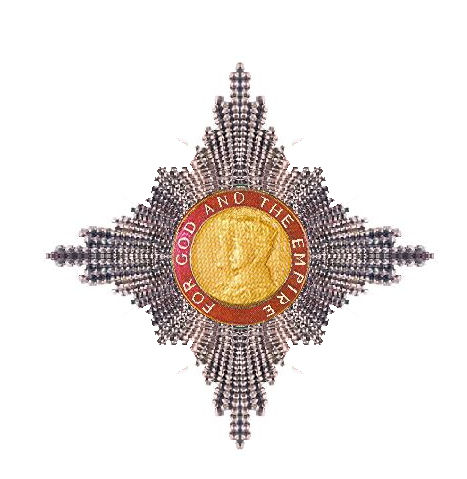
CBE

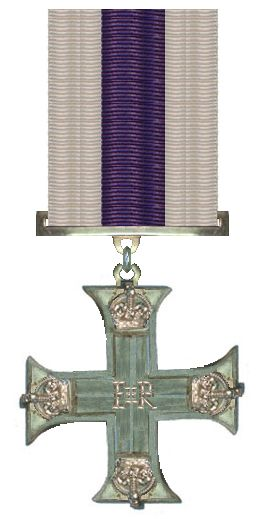
Military Cross

William Faithfull Anderson CBE (Ramsgate, 17 mei 1905 - Londen, 29 augustus 1999) was een ingenieur en beroepsmilitair uit Conwy, Wales. Hij werd Andy genoemd. In 1938 trouwde hij met celliste Kathleen Hunt.

## Opleiding
Andy ging naar Rugby School en studeerde in Cambridge. Hij werd ingenieur, zat op de Royal Military Academy in Woolwich en diende vanaf 1925 bij de Royal Engineers.  In 1936 werd hij naar Egypte gestuurd en vandaar trok hij naar Palestina om ervoor te zorgen dat de Arabieren de oliepijpleidingen niet konden saboteren.
In 1937 moest hij naar India om in vijandelijk gebied een weg aan te leggen. Daarna ontving hij het Military Cross.

## Oorlogsjaren
Toen majoor William Anderson op 1 mei 1940 afscheid nam van zijn vrouw en hun zoontje Anthony, bleek dat voor lange duur te zijn. De majoor trok met de  61 Chemical Warfare Company, Royal Engineers, in mei 1940 naar Duinkerke om bruggen te vernielen en mijnen te leggen, en werd gevangengenomen. Hij zat de rest van de oorlog in Oflag IV C Colditz, waar hij zich onopvallend gedroeg. In het begin deelde hij de kamer met piloot Douglas Bader, die in 1931 zijn benen verloren had, en met David Stirling, oprichter van de Special Air Service. Als ingenieur mocht hij onder begeleiding met Bader naar de werkplaats om zijn protheses te verbeteren. 
Andy schilderde daar veel, en zond een deel van zijn schilderijen via het Rode Kruis naar Engeland, waar zij tentoongesteld werden. Hij was handig in het vervaardigen van zaken die nodig waren voor de ontsnappingsplannen van anderen. Zo maakte hij een nepgeweer voor Neavy. Ook haalde hij stukken linoleum uit de vloer om er stempels van te maken. Enkele schilderijen moesten vernietigd worden om het doek te gebruiken voor de vleugels van het zweefvliegtuig, dat op de zolder van het kasteel werd gefabriceerd. Ten slotte maakte hij ook een camera van karton en een brillenglas om valse pasfoto's te kunnen maken. 
De gevangenen van Colditz werden in april 1945 door de Amerikanen bevrijd.

## Na de oorlog
Na de oorlog werd hij bevorderd tot brigadier en naar India gestuurd om daar en in Maleisië een wegennet aan te leggen. Na zijn pensionering in 1971 ging hij in Blackheath wonen. Hij bleef schilderen.
Na de oorlog kregen Andy en Kathleen nog twee zonen en twee dochters. Na zijn overlijden in 1995 werden zijn schilderijen verkocht, nadat de familie er enkelen had uitgezocht. In de museumwinkel van Colditz zijn afbeeldingen ervan te koop.

## Militaire carrière
- Second lieutenant: 3 september 1925[1]

## Onderscheidingen
- Commandeur in de Orde van het Britse Rijk (militaire divisie) op 25 oktober 1955[2][3]
- Lid in de Orde van het Britse Rijk (militaire divisie) op 11 mei 1937[4]
- Military Cross op 16 augustus 1938[5]
  - Gesp op 22 oktober 1940[6][7]
- Hij werd eenmaal genoemd in het Despatches. Dat gebeurde op:
- 4 januari 1946[8]

- RKD-Nederlands Instituut voor Kunstgeschiedenis: 133541
- Union List of Artist Names: 500191326
- Virtual International Authority File: 96686251